# 15弱
15弱（じゅうごじゃく）は2006年7月21日-同23日に紀伊國屋サザンシアターで行われた千原兄弟単独ライブ、およびその模様を収録したDVD作品である。2人きりでコントライブを行うのは実に7年ぶり。
タイトルは「年齢で言うなら、14歳。頭の中がおもろい事とエロい事でいっぱいだった中学2年生くらいの、あの感じ。」に由来している。

## 内容
1. 伯°爵様
自殺をしようとしている主婦の説得を試みる刑事（ジュニア）が、「伯°爵様（ぱくしゃくさま）」という愛称の韓流スター（せいじ）を呼ぶ。
2. 矢ザラリーマン
矢が首に刺さっているがために世間の好奇の目に晒されるサラリーマン（ジュニア）が飲み屋で後輩（せいじ）に不満をぶちまける。
3. Yの新しいやつ
医者（ジュニア）が入院中の患者（せいじ）の持つ携帯に異常な興味を示す。
4. コイツ
老刑事（ジュニア）が不得意なパソコンでたどたどしく報告書を作っているところへ後輩刑事（せいじ）が現れ手伝いを申し出るが、しばらくして後輩刑事はある法則に気付く。
テレビのネタ番組でも何度か披露されているコント。
  1. 黒子
十数人の黒子が楽屋のようなところで暇そうにしている。
  2. 有限会社ダイトー
同僚（せいじ）に無能だと罵られる中年嘱託社員（ジュニア）が、例の黒子たちを呼び寄せ…
5. 世界の未来
二人の女教師が、女子生徒に対して生理についての授業をする。
6. お蟹様サポートセンター
自分の鋏が壊れた蟹（せいじ）がサポートセンターにクレームの電話をかける。
7. しょけいだい
死刑執行当日、間抜けな刑務官（ジュニア）のせいでなかなか執行がうまくいかず苛立つ死刑囚（せいじ）。
8. ナイトラウンジ美鈴
ホステス（せいじ）がママ（ジュニア）に身の上相談をしているが…
9. マスカ!?
外人（ジュニア）に無礼な接客をされる青年（せいじ）。
10. 副賞として
500盗塁を達成した野球選手（せいじ）に、スポンサー各社より次々と副賞が手渡される。
11. 虫酸 〜MUSHIZU〜
男（ジュニア）が海岸でいちゃいちゃするバカップルを見てイライラを募らせる。
  1. 通夜通夜通夜通夜通夜
少年（ジュニア）が、友人の六つ子（せいじ）のうち五人が同時に亡くなった葬儀に出席する。
  2. 告別式
五人に同時にお経を上げる住職。
12. 罪と罰
キャッチボール中に誤って民家に飛び込んだボールを取りに言った少年達が、妙な姿の老人を見つける。
二部構成になっており、前半は民家の外からの視点で進行し、中で何が起こっているのかは少年達の会話から観客の想像に任せられ、後半は同じエピソードを民家の中、老人の視点から描き、事の真相が明かされる。